# V・V・チホミーロフ記念機器製作科学研究所

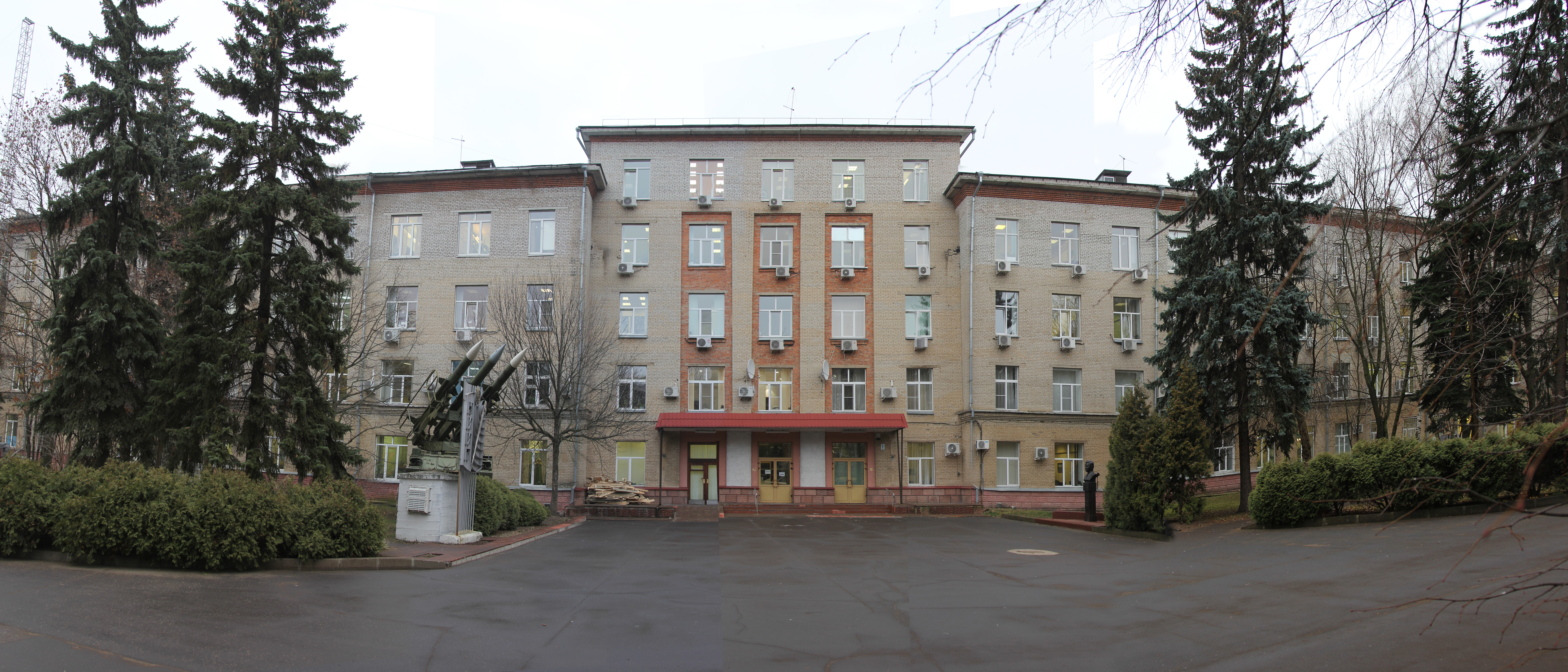
NIIP headquarters facade

V・V・チホミーロフ記念機器製作科学研究所 (ロシア語: ОАО «Научно-исследовательский институт приборостроения имени В.В.Тихомирова»» 、ロシア語: НИИП、NIIP) は株式会社で、戦闘機及び中距離対空SAM車両用兵器制御システムの開発に関してロシアの主要企業の1つである。

## 歴史
1955年3月1日、ソビエト連邦閣僚会議航空機産業省により、モスクワNII-17の支部として設立された研究所である（決議番号2436-1005、1954年9月18日）。1956年2月、NII-17支部は独立企業として再編成され、通称NIIP（計測器科学研究所）と呼ばれるようになった。
現在、NIIPは産業・経済基盤が整備され、近代的な技術設備を備えた企業となっている。研究所の総面積は42,000平方メートルである。

## 製品・開発

### レーダー制御システム
- MiG-31用 N007 ザスロン

### 中距離対空ミサイルシステム

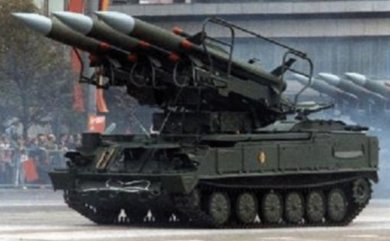
ミサイルを立てた2K12 クープのTEL

- 3M9ミサイル搭載 2K12 クープ ミサイルシステム、1958-1967年（クヴァドラ輸出版）-NATOコードネーム SA-6「ゲインフル」
- クープ-M1 から クープ-M4改良型
- 9M38ミサイル搭載 9К37 ブーク ミサイルシステム - NATOコードネーム SA-11「ガドフライ」
- 9M38M1 ミサイルを搭載した 9К37М1 ブーク-M1 (最多)
- ウラル（未完成、試作品のみ製造） - NATOコードネーム SA-17「グリズリー」
- 9M317ミサイル搭載 9K317 ブーク-M2
- 9К37M1-2ミサイル搭載 ブーク-M1-2（ブーク-M2ミサイル用ブーク-M1改良型）
- 9К317E ブーク-M2E（2007年MAKSエアショーで展示されたブーク-M2 ADMシリーズの最近の輸出版）
- 9К317M ブーク-M3（2013年のMAKSエアショーで発表されたブーク-M3 ADMシリーズの現行版）

- A-350 (ミサイル)

### 航空機兵器制御システム

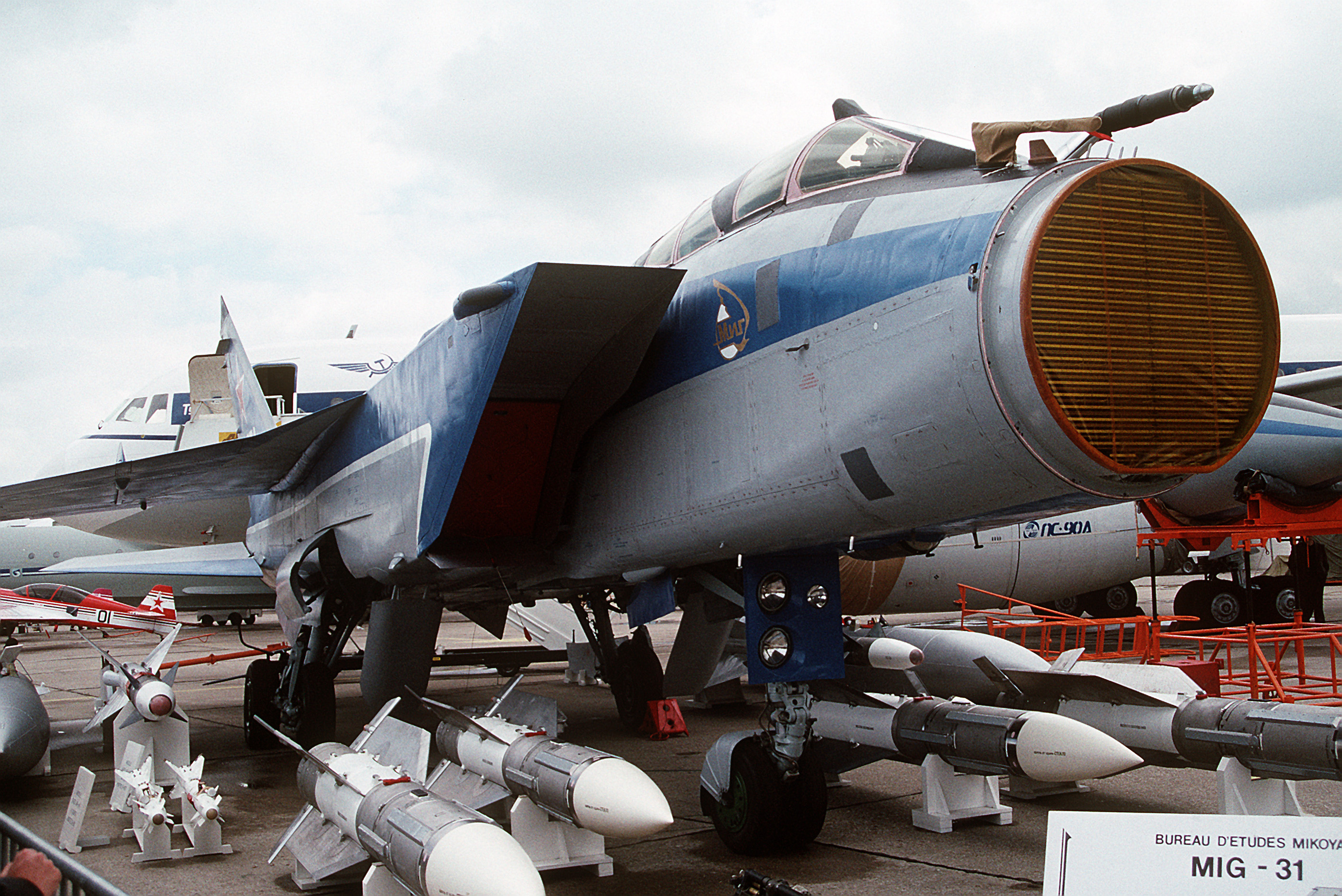
ザスロンフェーズドアレイレーダーを搭載したMiG-31 フォックスハウンド

- MiG-31 AWCSは、電子走査式フェーズドアレイアンテナを初めて導入した（ソ連地上軍では1981年から）。
- SUV-27 (ロシア語: СУВ-27) - Su-27、MiG-29、Su-30、Su-33、Su-35およびその改修機用のAWCS（1978年に開発開始）
- RLSU-27 (ロシア語: РЛСУ-27) - Su-27M 用 AWCS は、スロットアンテナをベースとしたマルチロール DSP ラジオロケータである（1982 年に開発開始）。
- ラジオロケータ・ターゲッティング・コンプレックス「オーサ」（ロシア語: РЛПК «Оса») - MiG-21、MiG-29、MiG-ATなどの軽戦闘機用のAWCS

### フェーズドアレイ・アンテナ
- 電子ビームスキャンによる「ペロ」パッシブ・フェーズドアレイ
- 「バルス」、「イールビス」、「ベルカ」 新世代パッシブ・フェーズドアレイ・アンテナ
- Xバンド アクティブ・フェーズドアレイ・アンテナ「Epolet-A」（現在試作中）

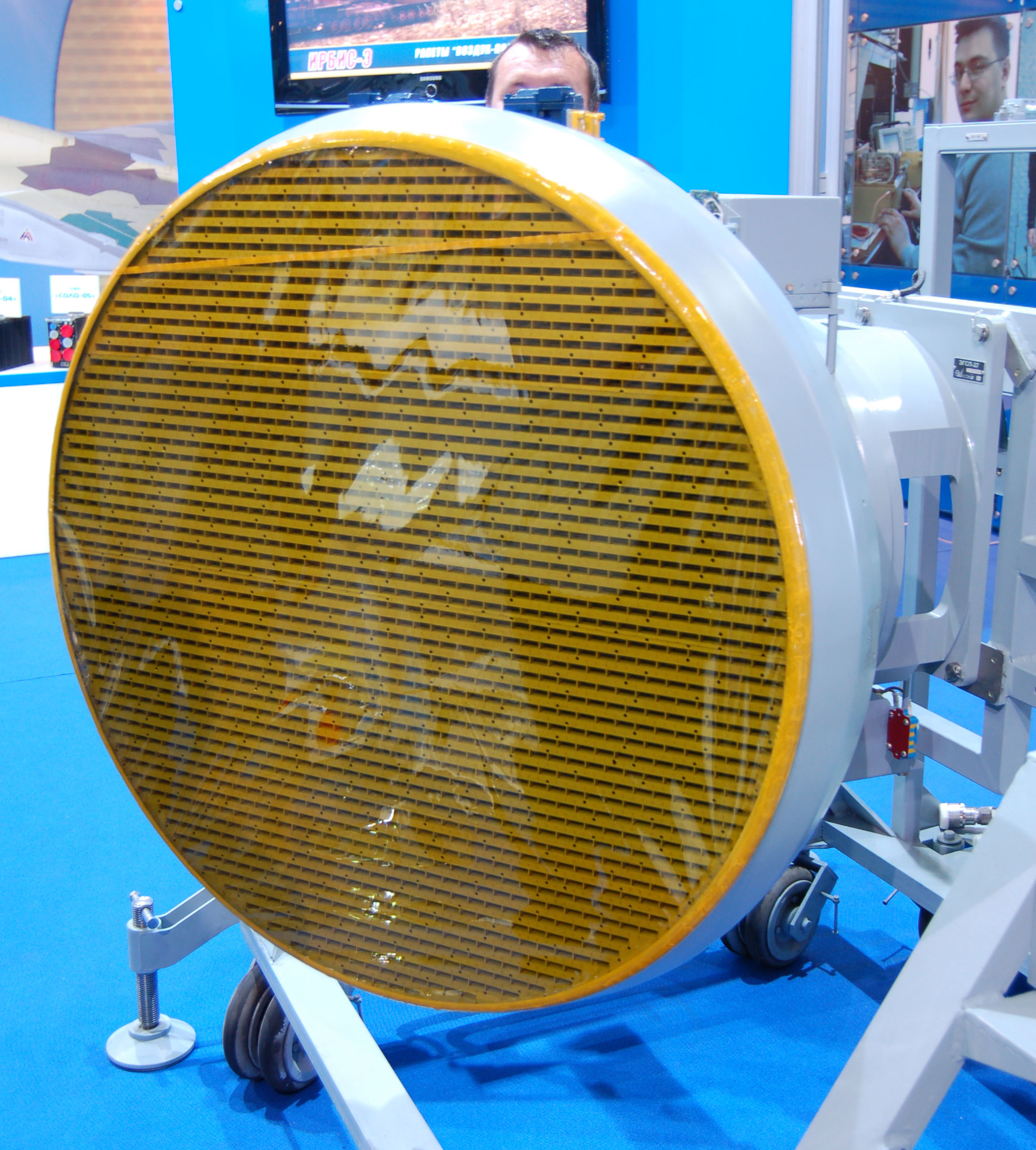
イールビス-E（2009 MAKS航空ショー）
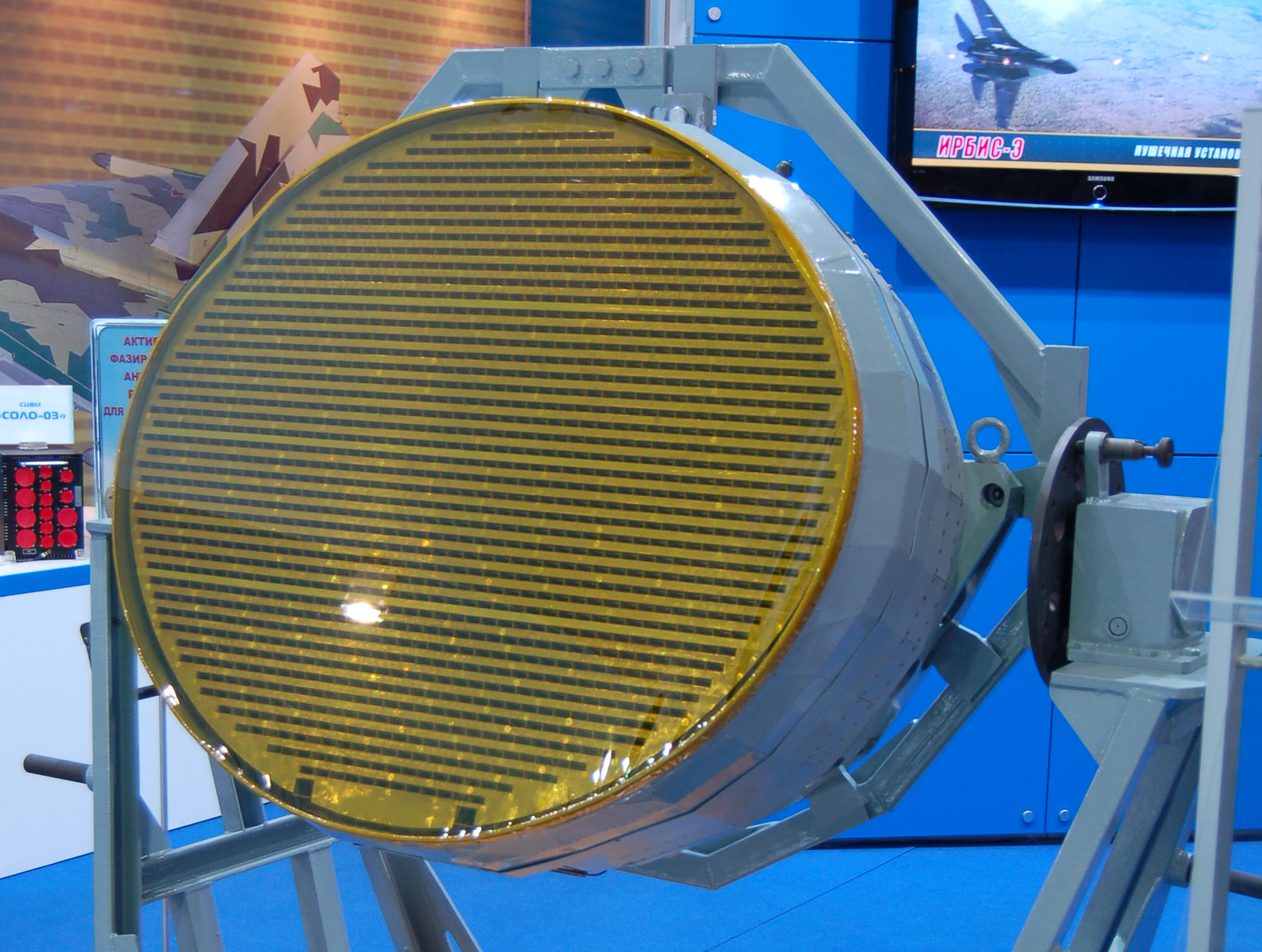
PAK FA用 N036 ベルカ AESA レーダー（2009 MAKS 航空ショー）
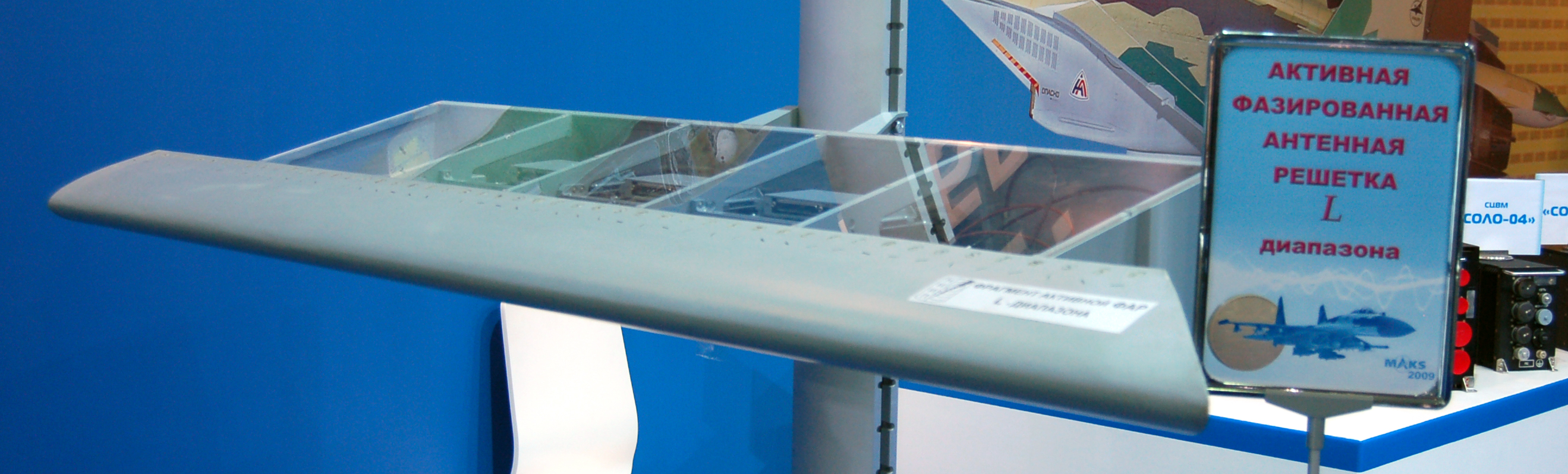
AESA Lバンド スラットレーダー（2009 MAKS 航空ショー）
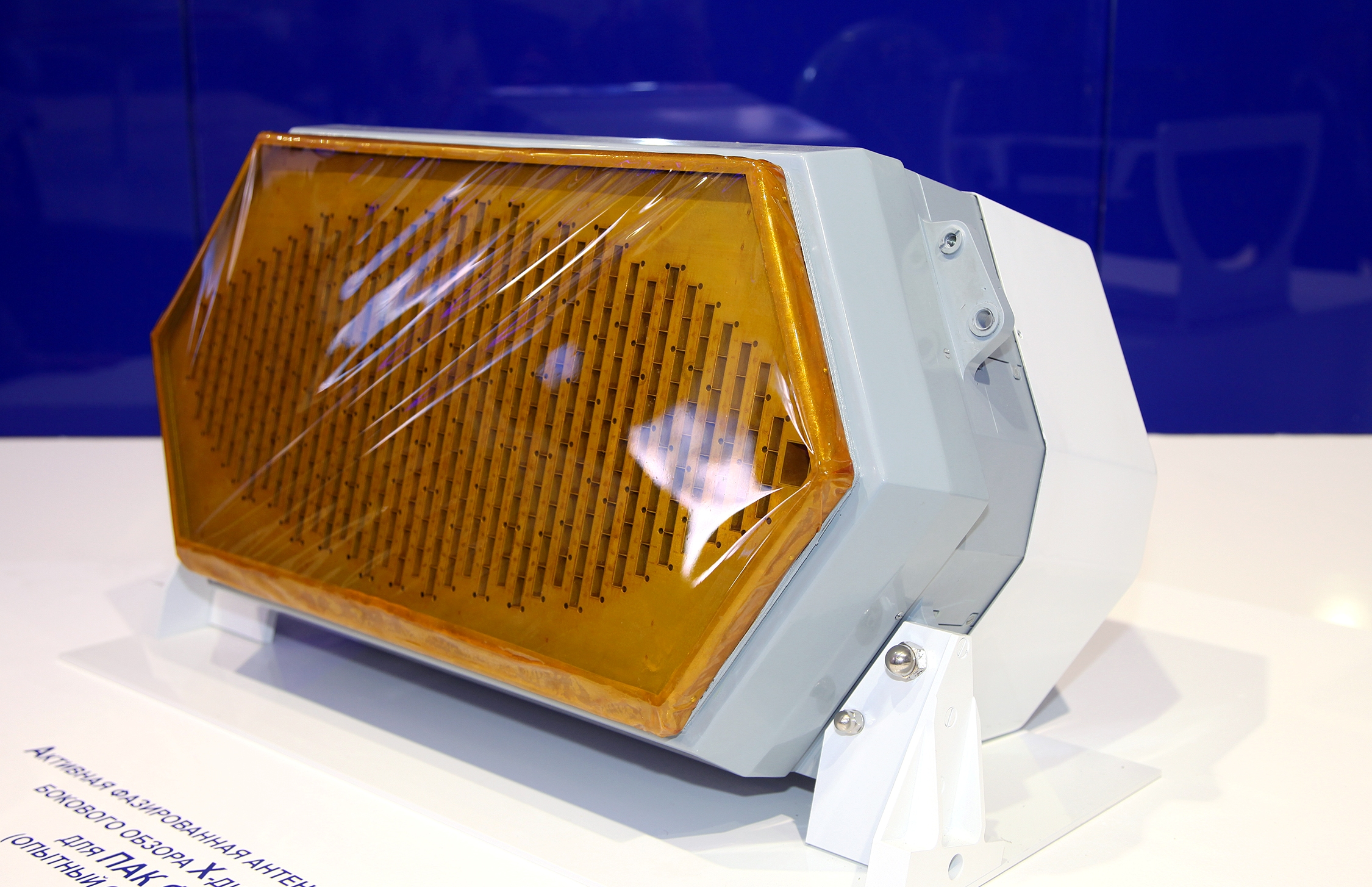
AESA Xバンド サイドレーダー（2013 MAKS 航空ショー）

### レーダーシーカー
- N001 メーチ (レーダー)

### 民生用製品
- 自動制御・診断・交通安全システム「ヤウザ」用ユニバーサル制御盤、「ルシッチ」地下鉄・客車用ユニバーサル制御盤
- 振動信号登録装置「デルタ-ゼオン」
- OKO製地質調査機器各種
- 手荷物・機内持ち込み検査用爆発物探知機（RDX、HMXなどの物質が検出可能）
- 干渉型サイドスキャンソナー「ハイドラ」

## 主な社員

### 研究所長
- 1955年3月1日 - 1962年 - Viktor Vasilievitch Tikhomirov
- 1962-1969年 - Yuriy Nikolaevitch Figurovsky、工学博士、教授、レーニン賞受賞者、社会主義労働英雄
- 1969-1973年 - Sergey Afanasievitch Pecherin、レーニン賞、労働赤旗勲章2個受賞者
- 1973-1978年 - Viktor Konstantinovitch Grishin、工学博士、教授、レーニン賞および国家賞受賞者、社会主義労働英雄
- 1978-1998年 - Valentin Vasilievitch Matyashev、工学博士、教授、レーニン賞および国家賞受賞者
- 1998年以降 - Yuriy Ivanovitch Beliy、名誉無線技師、名誉航空機技師、ロソボロネクスポート科学技術委員会委員

### 主な研究者と技術者
- Ardalion Rastov - 2K12 クープと9K37 ブークの両方の設計者
- Eugeny Pigin - 研究所チーフデザイナー